# ヒュー・ビゴッド (初代ノーフォーク伯)
初代ノーフォーク伯ヒュー・ビゴッド（Hugh Bigod, 1st Earl of Norfolk, 1095年 - 1177年3月9日以前）は、ノーフォーク長官で王室顧問を務めたロジャー・ビゴッド（1107年没）と、ロベール・ド・トニーの娘アデライザの次男。

## 生い立ち
1120年11月25日のホワイトシップの遭難で子どもを残さずに亡くなった兄ウィリアムの死後、ヒューは兄の王室執事の職とイースト・アングリアの多くの領地を相続することを許された。また、伯父ベレンジャー・ド・トニーの相続人であった叔母アルブレダの相続分も受け継ぎ、カークストール修道院を含むヨークシャーの領地およびノルマンディーの領地も相続した。ヒューは1122年にノリッジ城の執政官となった。

## スティーブン王の治世
ヒューは当初、スティーブン・オブ・ブロワをイングランド王として支持した。ヘンリー1世が1135年に死去すると、スティーブンと貴族らはヘンリー1世の娘マティルダを後継者に迎えると誓っていたにもかかわらず、甥のスティーブンが王位を奪った。ヒューは、ヘンリー1世が晩年に娘マティルダでなくスティーブンを王に指名したと主張した。1139年、マティルダがスティーブンの領内でスティーブンに対抗するのに十分な軍事力で対峙し、内戦が勃発した。
スティーブン王は当初イングランド貴族の支持を得ていたが、1136年に病に倒れ、その死の知らせがすぐに国外に広まった。ヒュー・ビゴッドはノリッジ城を占拠し、保持した。しかしスティーブンは急速に回復し、街を包囲し、ヒューは降伏を余儀なくされた。1141年2月、ビゴッドは第一次リンカーンの戦いでスティーブン側で戦い、その後、ヒューは捕らえられたスティーブン王を見捨てた。同年7月、ビゴッドはマティルダ皇后からノーフォーク伯位を授かったが、内戦中は積極的に皇后の支持者に味方するのではなく、武装中立の立場を取ったとみられる。
ノーフォーク伯として、ヒューの所有地には、キャッスル・エーカー、ゲルデストン、ヘセル、アール・ソーハム、フラムリンガム、セットフォードの土地が含まれていた。
ヒューは、1143年から1144年にかけてスティーブン王に対して反乱を起こした最初の妻の義理の兄弟、初代エセックス伯ジェフリー・ド・マンデヴィルを支援した。1148年にスティーブン王と大司教テオバルドの間で意見の相違があったとき、ヒューは大司教の側に立ち、拠点であるフラムリンガム城に大司教を迎え入れたが、他の者たちと共に国王と大司教の和解交渉に加わった。

## ヘンリー2世の台頭
5年後の1153年、後にヘンリー2世（在位：1154年 - 1189年）となるノルマンディー公アンリが王位を主張するためにイングランドに上陸したとき、ヒューはイプスウィッチにおいてスティーブンの軍に抵抗し、一方ヘンリー2世はスタンフォードを包囲した。両地ともスティーブンの手に落ちた。しかし、スティーブンは危機的な状況にあり、反乱を起こしたヒューを罰する立場にはなかった。両者の交渉の結果、ヘンリーはスティーブンの後継者として認められ、ヒューは報復を免れた。
1154年12月にヘンリー2世が即位すると、ヒューは翌年1月に発行された勅許状によって伯位と王室執事の身分を追認された。新王の統治の最初の数年間は、崩壊した王国に秩序を回復し、スティーブン王の統治中に制御不能になっていた独立した貴族らの権力を打ち砕くことに費やされた。
ヘンリー2世が始めた法の支配にヒューが動揺するまで、そう時間はかからなかった。ヒューは、兵役の代わりに家臣が支払うスカタージュなどの措置に不満を募らせた。スカタージュは1159年までにヘンリー2世の軍事運営システムで中心的なものとなった。ヒューは抵抗を見せたが、すぐに鎮圧された。1157年、ヘンリー2世は東部諸州に進軍し、ヒューの服従を受け入れた。
この事件の後、ヒューはしばらくの間、年代記に重要な動きは記録されていない。ノーフォークのペントニー修道院の土地を保持していたため、トマス・ベケットによって破門された人々の一人として名前が挙がっている。

## 1173年の反乱
1173年、皇太子ヘンリー（若ヘンリー王とも呼ばれる）は父ヘンリー2世に対して反乱を起こした。これはヒュー・ビゴッドにとって反乱を起こす新たな機会となり、イングランド貴族らとフランス王、スコットランド王らがヒューに味方した。ヒューはすぐに反乱の指導者となった。ヘンリー2世が縮小させた封建権力を復活させたいと熱望しており、生じた争いは少なくともイングランドにおいてはヒュー自身の領土をめぐるものであったからである。若ヘンリーは報奨としてノリッジ城の管理を約束した。
ヘンリー2世の実行力と幸運は、この状況に十分対応していた。ヘンリー2世がフランスで反乱を起こした家臣たちを抑えている間に、イングランドの忠実な貴族らがヘンリー2世の敵を打ち破った。第3代レスター伯ロバート・ド・ボーモント（1190年死去）は、1173年9月29日にサフォークのウォルトンに上陸し、ヒューと力を合わせてフラムリンガムへ行軍した。彼らは協力して、10月13日に国王派のランダル・ド・ブロックが保持していたサフォークのハゲネット城を包囲し、占領した。しかし、レスター伯はフラムリンガムを出発した際、サフォークのベリー・セント・エドマンズ近郊のフォーナムの戦いにおいて司法長官リチャード・ド・ルーシーや他の貴族らに敗れ、捕虜となった。その後、貴族らはヒューに対して軍を向けたが、戦う力がなかったヒューは襲撃者との交渉を開始した。ヒューは貴族らを買収するとともに、仕えるフランドル人たちのために安全な帰国の道を確保したと言われている。

## 後年
ヒューは敗北し、城を明け渡さざるを得なかったが、領土と伯位を保持し、1177年にパレスチナで死去するまでヘンリー2世との間に和平が保たれたと伝えられている。
1177年3月1日、息子ロジャーは継母ガンドレダとの争いについて国王に上訴した。ロジャーの上訴の時点でヒューは亡くなっており、父の死の日付は「ante caput jejunii」（つまり3月9日以前）とされている。したがって、ヒューがパレスチナで亡くなったとすれば、その知らせがイングランドに届くまでの時間を考慮すると、その前年の1176年に死去したと考えられる。ヘンリー2世はロジャーの上訴を利用して、ヒューの財を奪取した。ヒューは相続した広大な領地を所有しており、また伯爵としての権利によりノーフォークで課せられた罰金の3分の1を受け取っていた。

## 結婚と子女
ヒューは最初にジュリアナ・ド・ヴィア（1199年頃没）と結婚した。ジュリアナはオーブリー・ド・ヴィア2世とアデライザ・ド・クレア（第2代クレア男爵ギルバート・フィッツリチャード・ド・クレアの娘）の娘であった。この結婚は1156年以前に解消された。2人の間には1男が生まれた。
- ロジャー（1144/5年 - 1221年） - 第2代ノーフォーク伯

2度目に第2代ウォリック伯ロジャー・ド・ボーモントの娘ガンドレダ（1135年頃 - 1200年）と結婚した。2人の間には2子が生まれた。
- ヒュー（1156年生）
- ウィリアム（1168年生）